# Ушаково (Владимирская область)
Ушаково — деревня Судогодского района Владимирской области России, входит в состав Муромцевского сельского поселения.

## География
Деревня расположена в 6 км на запад от райцентра города Судогда. 

## История
В XIX — первой четверти XX века деревня входила в состав Бережковской волости Судогодского уезда, с 1926 года — в составе Судогодской волости Владимирского уезда. В 1859 году в деревне числилось 39 дворов, в 1905 году — 54 дворов, в 1926 году — 55 дворов.
С 1929 года деревня являлась центром Ушаковского сельсовета Судогодского района, с 1940 года — в составе Афонинского сельсовета, с 1954 года — в составе Судогодского сельсовета, с 1979 года — в составе Беговского сельсовета, с 2005 года — в составе Муромцевского сельского поселения.

## Население
| 1859 | 1905 | 1926 | 2002 |
| ---- | ---- | ---- | ---- |
| 197  | 275  | 285  | 2    |

| 1859 | 1905 | 1926 | 1959 | 1970 | 1979 | 1983 |
| ---- | ---- | ---- | ---- | ---- | ---- | ---- |
| 197  | ↗275 | ↗285 | ↘116 | ↘64  | ↘10  | ↘3   |
| 2002 | 2010 | 2021 |      |      |      |      |
| ↘2   | ↗4   | ↘0   |      |      |      |      |